# 劍咽鱂
劍咽鱂，為輻鰭魚綱鯉齒目鰕鱂亞目溪鱂科的其中一種，為熱帶淡水魚，分布於南美洲法屬圭亞那沿岸淡水流域，體長可達4.5公分，棲息在水淺具有沉積物的小溪，生活習性不明。

## 擴展閱讀
維基物種上的相關：劍咽鱂